# Бретешть (Телеорман)
Бретешть, Бретешті (рум. Brătești) — село у повіті Телеорман в Румунії. Входить до складу комуни Поєнь.
Село розташоване на відстані 62 км на захід від Бухареста, 51 км на північ від Александрії, 119 км на схід від Крайови, 138 км на південь від Брашова.

## Населення
За даними перепису населення 2002 року у селі проживали 117 осіб, усі — румуни. Усі жителі села рідною мовою назвали румунську.